# Anomala mesocnemis
Anomala mesocnemis är en skalbaggsart som beskrevs av Ohaus 1902. Anomala mesocnemis ingår i släktet Anomala och familjen Rutelidae. Inga underarter finns listade i Catalogue of Life.